# Megaxenops parnaguae
El picolezna grande o  picolezna gigante (Megaxenops parnaguae), es una especie de ave paseriforme perteneciente a la familia Furnariidae, endémica de la región de caatinga del noreste de Brasil. Es la única especie del género Megaxenops.

## Distribución y hábitat
Se distribuye por el noreste y este de Brasil desde Piauí, Ceará y oeste de Pernambuco hacia el sur hasta el oeste de Bahia, noroeste de Minas Gerais y este de Goiás.
Esta especie es considerada poco común y local en sus hábitats naturales, los bosques y matorrales de la caatinga, hasta los 1100 m de altitud.

## Descripción
Mide 16 cm de longitud. Es un ave inconfundible. El pico es robusto con la mandíbula inferior agudamente curvada hacia arriba, de color gris y rosado en la base. Por arriba es de color rufo acanelado brillante, algo más pálido por abajo, y algo más oscuro alrededor de los ojos, la garganta es de contrastante color blanco.

## Comportamiento
Es encontrado solitaria o a los pares, generalmente independiente de las pequeñas bandadas mixtas encontradas en su limitada área de distribución. Forrajea como un típico Xenops, andando a lo largo de las ramas, picoteando o hurgando en pequeñas partes de la corteza, pero también examinando las hojas como un hojarasquero.

### Alimentación
Su dieta consiste de insectos, tales como Formicidae, escarabajos (Scarabaeidae), larvas de Lepidoptera, y  arácnidos.

### Vocalización
El canto, distintivo, es una serie de notas borboteantes, muy poco espaciadas, que se vuelven más sonoras y de timbre más alto, antes de terminar de forma arrastrada.

## Sistemática

### Descripción original
La especie M. parnaguae y el género Megaxenops fueron descritos por primera vez por el ornitólogo austríaco Othmar Reiser en 1905 bajo el mismo nombre científico; su localidad tipo es: «bosques de caatinga en el sendero desde Parnaguá a Olho d’Agua, Piauí, Brasil».

### Etimología
El nombre genérico masculino «Megaxenops» deriva del griego « μεγας megas, μεγαλη megalē»: grande, y del género Xenops, en referencia al formato del pico; significando «Xenops grande»; y el nombre de la especie «parnaguae», se refiere a la localidad tipo, Parnaguá, Piauí, Brasil.

### Taxonomía
El comportamiento al forrajear sugiere que la presente especie es próxima a los géneros Philydor o Syndactyla, y los datos genéticos indican que puede estar más próxima de este último género. Es monotípica.